# 白川顕成王
白川 顕成王（しらかわ あきなりおう）は、安土桃山時代から江戸時代初期にかけての日本の公家。白川家20代当主。

## 経歴
白川雅朝王の嫡男として誕生。慶長7年叙爵され、翌年11月28日に元服、同日侍従となる。2年後には父・雅朝王より神祇伯職を譲られる。その後従四位上まで昇叙したが、公卿となることのないまま、伯の在任中に卒去した。享年35歳。法号は西雲院繊月乗船。

## 官歴
- 慶長7年1月6日（1602年2月27日）、従五位下
- 慶長8年11月28日（1603年12月30日）、侍従
- 慶長10年1月6日（1605年2月23日）、従五位上
- 慶長10年11月17日（1605年12月26日）、神祇伯
- 慶長14年1月6日（1609年2月10日）、正五位下
- 慶長17年1月5日（1612年2月6日）、従四位下
- 慶長18年1月12日（1613年3月3日）、左近衛少将
- 慶長20年1月6日（1615年2月3日）、従四位上
- 慶長20年1月11日（1615年2月9日）、左近衛中将へ転任

## 系譜
- 父：白川雅朝王
- 母：不詳
- 妻：不詳
  - 実子：鷹司信房室
  - 実子：女子[1]
  - 養子：白川雅陳王